# シフィエントフウォヴィツェ
シフィエントフウォヴィツェ （Świętochłowice 発音： [ɕfjɛntɔxwɔˈvit͡sɛ])は、ポーランド南部に位置する町である。人口は約5万人。1975年から1998年まではカトヴィツェ県（en:Katowice Voivodship）に属していたが、自治体合併にともない1999年よりシロンスク県に属している。

## 歴史
1943年、ドイツの強制収容所アウシュヴィッツ＝ビルケナウ強制収容所のサブキャンプとして、ズゴダ強制収容所（en:Zgoda labour camp）がシフィエントフウォヴィツェに開かれた。1945年1月から11月まで、この収容所はポーランド共産党により再開、使用され、2500人の囚人がここで命を落とした。

## 地誌
シフィエントフウォヴィツェはシレジア高原（台地）の南部に位置し、北をビトム、西と南西をルダ・シロンスカ、東と南東をホジュフに接している。

## 人口
シフィエントフウォヴィツェの人口は49762人。この市の人口密度は1 km²あたり3700人。これはポーランド最大であり、ヨーロッパでも最も大きいものの一つである。

## 気候
シフィエントフウォヴィツェは、シレジア・クラクフ気候圏に位置する。降水量は年間700mm。月別降水量では7月がもっとも多く、2月がもっとも小さい。平均気温は、1月はおよそ-2,5°C、7月は18°Cである。

## 土壌
シフィエントフウォヴィツェの土壌は大半が brunate soils と swamp soils（湿地）である。

## スポーツ
シフィエントフウォヴィツェで最も人気があるスポーツはショート・トラックで行われるオートバイ・レース（en:motorcycle speedway）である。市にはスカウカと呼ばれるスタジアムがある。

### スポーツクラブ
- シロンスク・シフィエントフウォヴィツェ - サッカー, スピードウェイ（en:speedway）
- ナプジュト・リピニー - サッカー
- チャルニ・シフィエントフウォヴィツェ - サッカー

### オリンピック選手
- 1928年 - アムステルダム
  - サッカー - Teodor Peterek
  - 体操 - Paweł Galus, Franiciszek Pampuch, Teofil Rost, Franciszek Tajstra

- 1936年 - ベルリン
  - サッカー - Hubert Gad, Teodor Piec, Teodor Peterek
  - 体操 - Klara Sierońska-Kostrzewa

- 1952年 - ヘルシンキ
  - サッカー - Ewald Cebula
  - 水泳 - Gotfryd Gremlowski

- 1956年 - メルボルン
  - 体操 - Małgorzata Błaszczyk-Wasilewska

- 1960年 - ローマ
  - サッカー - Roman Letner

- 1964年 - 東京
  - 体操 - Gerda Bryłka-Krajciczek, Małgorzata Wilczek-Rogoń

- 1976年 - モントリオール
  - フェンシング - Barbara Wysoczańska
  - ウエイトリフティング - Leszek Skorupa

- 1976年 - インスブルック
  - アイスホッケー - Kordian Jajszczok

- 1980年 - モスクワ
  - フェンシング - Barbara Wysoczańska

## 政治
シフィエントフウォヴィツェの市長は2018年に選出されたpl:Daniel Begerである。

## シフィエントフウォヴィツェの著名人
- en:Wiktor Balcarek - チェスプレイヤー
- en:Ewald Cebula - サッカー選手
- en:Krzysztof Hanke - 俳優
- en:Emanuel Konstanty Imiela - 詩人
- en:Błażej Koniusz - テニスプレイヤー、2006年全豪オープン・ジュニア優勝者
- en:Teodor Kubina - チェンストホヴァ初代司教
- サロモン・モレル - 元ズゴダ強制収容所所長
- en:Eugeniusz Moś - 政治家、市長
- en:Teodor Peterek - サッカー選手
- en:Leopold Raabe - clergier evangelist
- en:Leszek Skorupa - ウェイトリフティング選手
- en:Jerzy Stroba - カトリック教会の大司教
- en:Augustyn Świder - 詩人
- en:Paweł Waloszek - モーターサイクル選手

## 姉妹都市
- en:Heiloo、オランダ
- ノヴィー・イチーン、チェコ
- ラー・アン・デア・タヤ、オーストリア
- ティサウーイヴァーロシュ、ハンガリー
- リマフスカー・ソボタ、スロヴァキア